# Paddubje (obwód mohylewski)
Paddubje (biał. Паддуб’е; ros. Поддубье) – wieś na Białorusi, w obwodzie mohylewskim, w rejonie mohylewskim, w sielsowiecie Siemukaczy.